# Blohm & Voss BV 40
De Blohm & Voss BV 40 was een zweefvliegtuig dat werd ontworpen door de Duitse vliegtuigbouwer Blohm und Voss en door de Luftwaffe tijdens de Tweede Wereldoorlog werd ingezet. 

## Kwetsbaarheid
Hoewel de Focke-Wulf Fw 190 en de Messerschmitt Bf 109 in staat waren om Amerikaanse bommenwerpers neer te halen, leden ze vaak verliezen door de Amerikaanse afweerschutters met hun zware machinegeweren.
In een zoektocht om het profiel van het jachtvliegtuig te verkleinen, waren twee oplossingen voorhanden. 
- De eerste was het weglaten van de motor.
- De tweede was dat de piloot op zijn buik lag, waardoor er geen úitstekende cockpit nodig was.

Beide ingrepen werden toegepast, en zo werd een uiterst klein zweefvliegtuig ontwikkeld. 

### Zeppelin
Zeppelin ontwikkelde gelijkaardige jachtontwerpen, de Fliegende Panzerfaust en de Zeppelin Rammer, die na het op hoogte brengen door een sleeptoestel, aangedreven werden door een kleine raketmotor.

## Plannen
Het was de bedoeling dat dit toestel door een jachtvliegtuig op hoogte zou gebracht worden, waarna de BV 40 zou duiken en de vijandelijke bommenwerper zou bestoken met twee MK 108-machinekanonnen. Verwacht werd dat het zweefvliegtuig zelfs niet zou worden opgemerkt door de Amerikaanse bemanningen; maar als dit toch gebeurde, zou de uitvoerige bepantsering van de cockpit de piloot beschermen. Deze structurele sterkte, gecombineerd met een duiksnelheid van meer dan 800 km/u, bracht de Duitsers zelfs tot de overweging om de BV 40 na de eerste duikvlucht de B-17s te laten rammen. Later werd ook gedacht aan het meedragen van de eerste R4M-lucht-luchtraketten.
Na de missie zou het toestel moeten landen als een zweefvliegtuig. Weliswaar zou het tijdens deze fase een makkelijk doelwit vormen.

## Niet uitgevoerd
Uiteindelijk werd dit onconventionele programma niet verder ontwikkeld. Mogelijk zou het onproductief geweest zijn, doordat het een jachtvliegtuig als sleeptoestel nodig had dat anders als onderscheppingsjager zou ingezet kunnen worden. Bovendien zouden beide machines zeer kwetsbare doelwitten vormen tijdens het op hoogte brengen van de BV 40. Amerikaanse escortejagers vlogen vaak voor de bommenwerpers-formaties uit en verstoorden de opbouw van de Duitse jagereenheden in de lucht. 
Een eerste vlucht werd gemaakt in mei 1944. Er werden meerdere prototypes gemaakt, maar het project werd stopgezet aan het eind van 1944.

## Kenmerken
De belangrijkste kenmerken van de BV 40 waren een zeer slanke dwarsdoorsnede, een uitvoerig bepantserde cockpit en twee MK 108-kanonnen met een beperkte hoeveelheid munitie. Met uitzondering van de cockpit was het vliegtuig vrijwel geheel uit hout geconstrueerd.

## Overige specificaties
- Snelheid: 900 km/u in duikvlucht, 555 km/u achter een sleeptoestel op 6000 m hoogte
- Gewicht (leeg): 835 kg (maximaal)
- Gewicht (in vlucht): 950 kg
- Bewapening: twee MK 108-machinekanonnen (kaliber 30 mm).